# 生野商店街
生野商店街（いくのしょうてんがい）は、大阪市生野区の源ヶ橋から生野八坂神社まで東西約1kmにおよぶアーケード商店街。

## 概要
大阪市南東部では駒川商店街などと並んで下町商店街の代表格の一つで、西から生野本通商店街、生野中央商店街、生野本通センター街、ベルロード中銀座商店街、生野銀座商店街の5つで構成されている。
昭和初期に開業した大阪市設生野公設市場などを前身とし、戦前から現在にいたるまで地域の需要供給に貢献している。